# 西南泳龍屬
西南泳龍屬（屬名：Libonectes）是鰭龍超目的一屬，屬於蛇頸龍目。目前的唯一化石發現於美國德州的Britton組地層，地質年代相當於白堊紀晚期的土侖階。
這個化石在1949年被建立為薄板龍的一種，在1997年由肯尼思·卡彭特（Kenneth Carpenter）建立為西南泳龍屬，屬名意為「西南的游泳者」。
西南泳龍身長7到14公尺，外形非常類似牠們的近親海霸龍，但頸椎結構不同，西南泳龍具有較高的神經棘與較長的骨突，鼻孔較接近口鼻部前端。西南泳龍的頭顱骨是已知保存狀態最好的薄板龍科頭顱骨。目前已在正模標本腹部發現胃石。
西南泳龍擁有結實的身體、長頸部、短尾巴、以及大型鰭狀肢。牠們的頭顱骨小，頸部長，擁有長、往前突出的牙齒，適合抓住光滑的魚類與魷魚。南泳龍具有四個強壯、充滿肌肉的鰭狀肢，適合在水中游泳，牠們會吞食石頭，以協助在水中的穩定性。南泳龍被認為會高舉頸部，昇出海面。但科學家認為南泳龍的頸部基段過於堅挺，只能做出小幅度的彎曲，無法做出這種動作。